# Orthopodomyia vernoni
Orthopodomyia vernoni är en tvåvingeart som beskrevs av Someren 1949. Orthopodomyia vernoni ingår i släktet Orthopodomyia och familjen stickmyggor.
Artens utbredningsområde är Madagaskar. Inga underarter finns listade i Catalogue of Life.